# La sfinge (racconto)
La sfinge (The Sphinx) è un racconto di Edgar Allan Poe pubblicato nel 1846.

## Trama
A causa di un'epidemia di colera a New York, due amici si rifugiarono in una casa sulle rive dello Hudson, vicino ad una collina ricoperta da una frana. Così mentre uno dei due leggeva, guardò attraverso la finestra vicina e vide che un mostro gigantesco stava urlando e scendendo dalla collina priva di alberi, fino ad infilarsi nella vegetazione sottostante. Qualche giorno dopo i due erano seduti nella stanza e dopo che l'amico fu messo al corrente dell'accaduto e che gli fu descritto l'aspetto del mostro, questo riapparve. L'amico affermò però di non vederlo. Subito dopo, incuriosito, iniziò a sfogliare un libro di biologia e lo aprì proprio dove parlava di un certo insetto, la Sfinge, che corrispondeva esattamente alla descrizione ascoltata prima, ma che era lungo al massimo un sedicesimo di pollice. Allora i due guardarono fuori dalla finestra e scoprirono che il mostro era soltanto un piccolo insetto che si arrampicava sopra un filo tessuto da un ragno e che per una illusione ottica sembrava di dimensioni spropositate.

## Analisi
Il racconto è molto interessante perché descrive in modo particolare l'emozione della paura, che non è da scambiare con un sentimento.
La narrazione procede in modo tale da creare tensione nel lettore: egli sa che il personaggio è particolarmente emotivo, ma non sa se ciò che racconta di aver visto è un'allucinazione, un incubo, oppure qualcosa di fantastico che viene proposto come reale.